# Robert G. Vignola
Robert G. Vignola, nato Rocco Giuseppe Vignola (Trivigno, 5 agosto 1882 – Hollywood, 25 ottobre 1953), è stato un attore e regista statunitense, di origini italiane.
Particolarmente attivo tra gli anni dieci e gli anni venti, è tra i più prolifici attori e registi del cinema muto.

## Biografia
Nato a Trivigno, provincia di Potenza, da Donato Gaetano e Anna Rosa Rago, emigrò con la famiglia negli Stati Uniti all'età di 3 anni, crescendo ad Albany, New York. Esordì in teatro a 19 anni, recitando con Eleanor Robson e Kyrle Bellew in Romeo e Giulietta.
Iniziò la carriera di attore cinematografico nel 1906 con il cortometraggio The Black Hand, diretto da Wallace McCutcheon e prodotto dalla Biograph Company. L'anno seguente Vignola entrò a far parte dell'appena nata Kalem Company, per la quale girò numerose pellicole sotto la direzione di Sidney Olcott. Il suo ruolo più noto è quello di Giuda Iscariota nel film From the Manger to the Cross (1912), il primo incentrato sulla vita di Gesù, campione d'incassi dell'epoca. Parallelamente, iniziò anche l'attività di regista nel 1911, in coppia con Olcott in Rory O'More, e diresse in seguito alcuni dei più importanti attori del periodo come Alice Hollister, Pauline Frederick, Jack Pickford, Vivian Martin e Ethel Clayton.
Tra le sue pellicole come regista si ricordano The Vampire (1913), tra i primi film sul personaggio della vamp. Rodolfo Valentino e Clark Gable fecero una breve comparsa rispettivamente in Seventeen (1916) e Déclassée (1925). Vignola è principalmente noto per la sua collaborazione con Marion Davies, protagonista in When Knighthood Was in Flower (1922), che la rese una star del cinema muto.
Vignola continuò ad essere legato alla sua terra d'origine e tornò nel 1924 per la realizzazione, a proprie spese, di un monumento ai caduti.
L'avvento del sonoro, dopo alcune pellicole di scarsa presa sul pubblico, lo indusse a ritirarsi dall'attività. Tra i suoi film sonori sono da menzionare Broken Dreams (1933), presentato al Festival di Venezia, e The Scarlet Letter (1934), ispirato all'omonimo romanzo di Nathaniel Hawthorne, l'ultimo film in cui recita Colleen Moore. Si spense a Hollywood nel 1953 e fu sepolto nel St. Agnes Cemetery di Menands, New York.

## Filmografia
La filmografia ATTORE e REGISTA, desunta da IMDb, è completa. Quando manca il nome del regista, questo non viene riportato nei titoli

### Attore
- The Black Hand, regia di Wallace McCutcheon – cortometraggio (1906)
- Pony Express – cortometraggio (1907)
- Over the Hill to the Poorhouse, regia di Stanner E.V. Taylor – cortometraggio (1908)
- The Kentuckian, regia di Wallace McCutcheon – cortometraggio (1908)
- The Fight for Freedom, regia di David W. Griffith e Wallace McCutcheon Jr. – cortometraggio (1908)
- The Cardboard Baby, regia di Sidney Olcott – cortometraggio (1909)
- A Colonial Belle, regia di Sidney Olcott – cortometraggio (1910)
- A Lad from Old Ireland, regia di Sidney Olcott – cortometraggio (1910)
- The Roses of the Virgin – cortometraggio (1910)
- The Stranger, regia di Sidney Olcott – cortometraggio (1910)
- A War Time Escape, regia di Sidney Olcott – cortometraggio (1911)
- A Saw Mill Hero, regia di Sidney Olcott – cortometraggio (1911)
- The Fiddle's Requiem, regia di Sidney Olcott – cortometraggio (1911)
- The Love of Summer Morn, regia di Sidney Olcott – cortometraggio (1911)
- Railroad Raiders of '62, regia di Sidney Olcott – cortometraggio (1911)
- Rory O'More, regia di Sidney Olcott e Robert G. Vignola – cortometraggio (1911)
- The Colleen Bawn, regia di Sidney Olcott – cortometraggio (1911)
- Arrah-Na-Pogue, regia di Sidney Olcott – cortometraggio  (1911)
- The O'Neill, regia di Sidney Olcott – cortometraggio (1912)
- The Fighting Dervishes of the Desert, regia di Sidney Olcott – cortometraggio (1912)
- Missionaries in Darkest Africa, regia di Sidney Olcott – cortometraggio (1912)
- An Arabian Tragedy, regia di Sidney Olcott – cortometraggio (1912)
- Captured by Bedouins, regia di Sidney Olcott (1912)
- Tragedy of the Desert, regia di Sidney Olcott (1912)
- A Prisoner of the Harem, regia di Sidney Olcott (1912)
- Down Through the Ages, regia di Sidney Olcott (1912)
- From the Manger to the Cross, regia di Sidney Olcott (1912)
- The Kerry Gow, regia di Sidney Olcott (1912)
- Ireland, the Oppressed, regia di Sidney Olcott (1912)
- The Shaughraun, regia di Sidney Olcott (1912)
- The Wives of Jamestown, regia di Sidney Olcott (1913)
- A Sawmill Hazard, regia di J.P. McGowan – cortometraggio (1913)
- A Desperate Chance – cortometraggio (1913)
- The Prosecuting Attorney (1913)
- Lady Peggy's Escape, regia di Sidney Olcott (1913)
- Perils of the Sea, regia di Sidney Olcott (1913)
- The Message of the Palms, regia di Robert G. Vignola – cortometraggio (1913)
- The War Correspondent, regia di Robert G. Vignola – cortometraggio (1913)
- Prisoners of War, regia di Robert G. Vignola – cortometraggio (1913)
- The Scimitar of the Prophet, regia di Robert G. Vignola – cortometraggio (1913)
- The Fire-Fighting Zouaves, regia di George Melford (1913)
- The Alien , regia di Robert G. Vignola – cortometraggio (1913)
- The River Pirates, regia di J.P. McGowan (1913)
- Shenandoah, regia di Kenean Buel (1913)
- The Hardest Way (1913)
- The Vampire, regia di Robert G. Vignola (1913)
- The Octoroon, regia di Sidney Olcott (1913)
- The Show Girl's Glove, regia di Robert G. Vignola (1914)
- The Hand of Fate, regia di Robert G. Vignola (1914)
- The Devil's Dansant, regia di Robert G. Vignola (1914)
- Into the Depths, regia di Robert G. Vignola (1914)
- The Dancer, regia di Robert G. Vignola (1914)
- The False Guardian, regia di Robert G. Vignola (1914)
- The Menace of Fate, regia di Robert G. Vignola (1914)
- A Midnight Tragedy, regia di Robert G. Vignola (1914)
- The Scorpion's Sting, regia di Robert G. Vignola (1915)
- The Stolen Ruby, regia di Robert G. Vignola (1915)
- In the Hands of the Jury, regia di Robert G. Vignola (1915)
- The Siren's Reign, regia di Robert G. Vignola (1915)
- Honor Thy Father, regia di Robert G. Vignola (1915)
- The Crooked Path, regia di Robert G. Vignola (1915)
- The Maker of Dreams, regia di Robert G. Vignola (1915)
- The Vanderhoff Affair, regia di Robert G. Vignola (1915)

### Regista

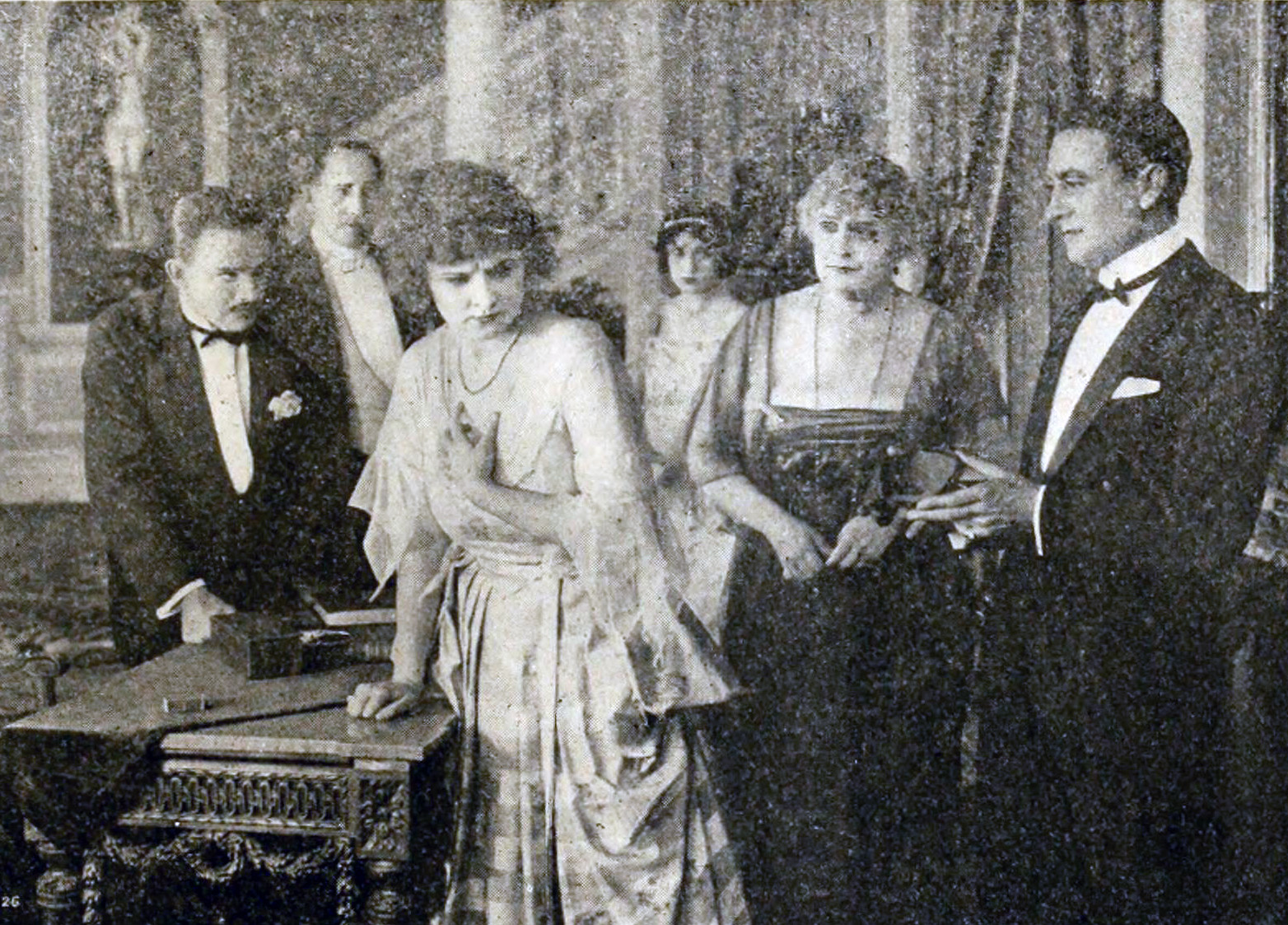
Under Cover (1916)

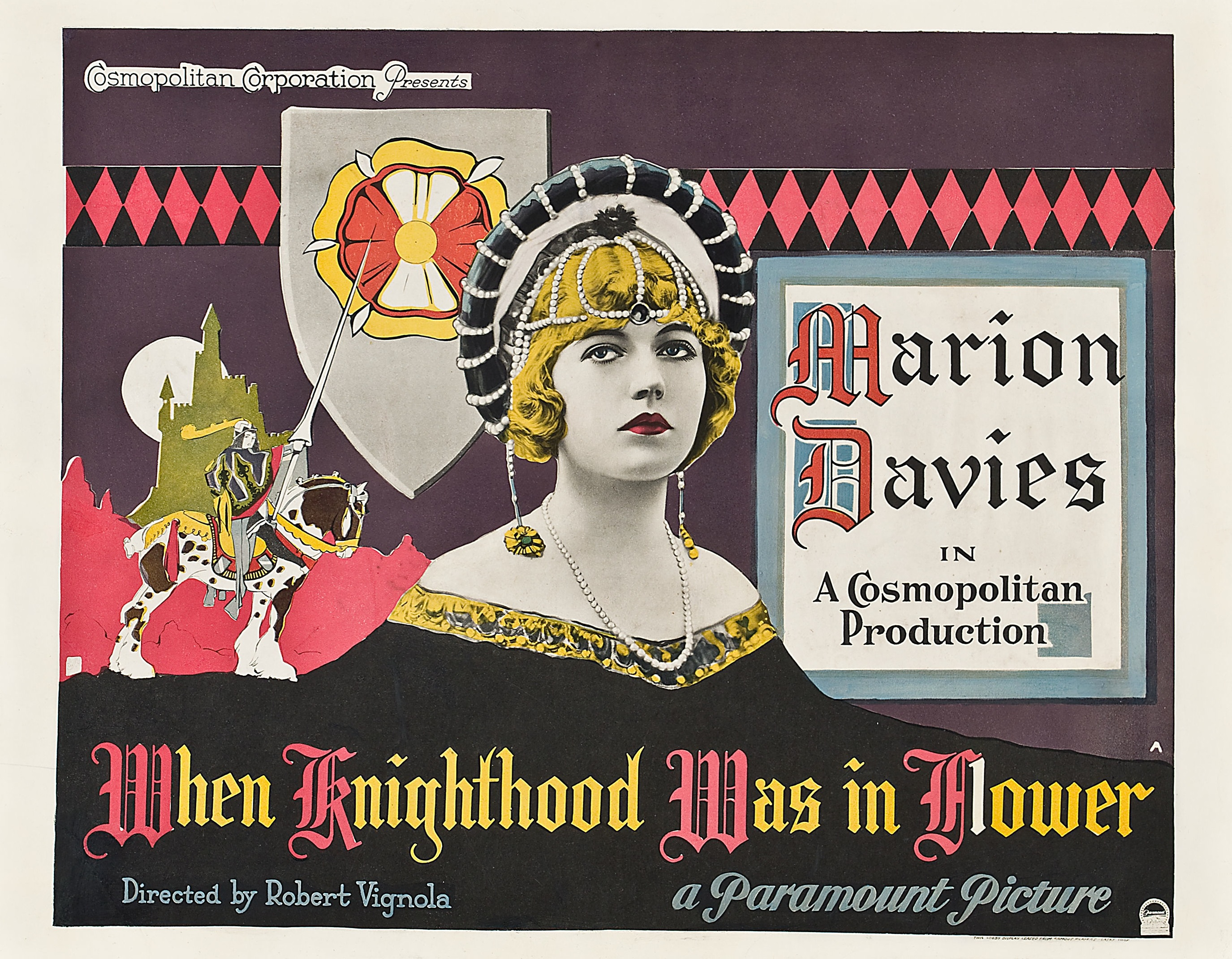
Armi ed amori (1922)

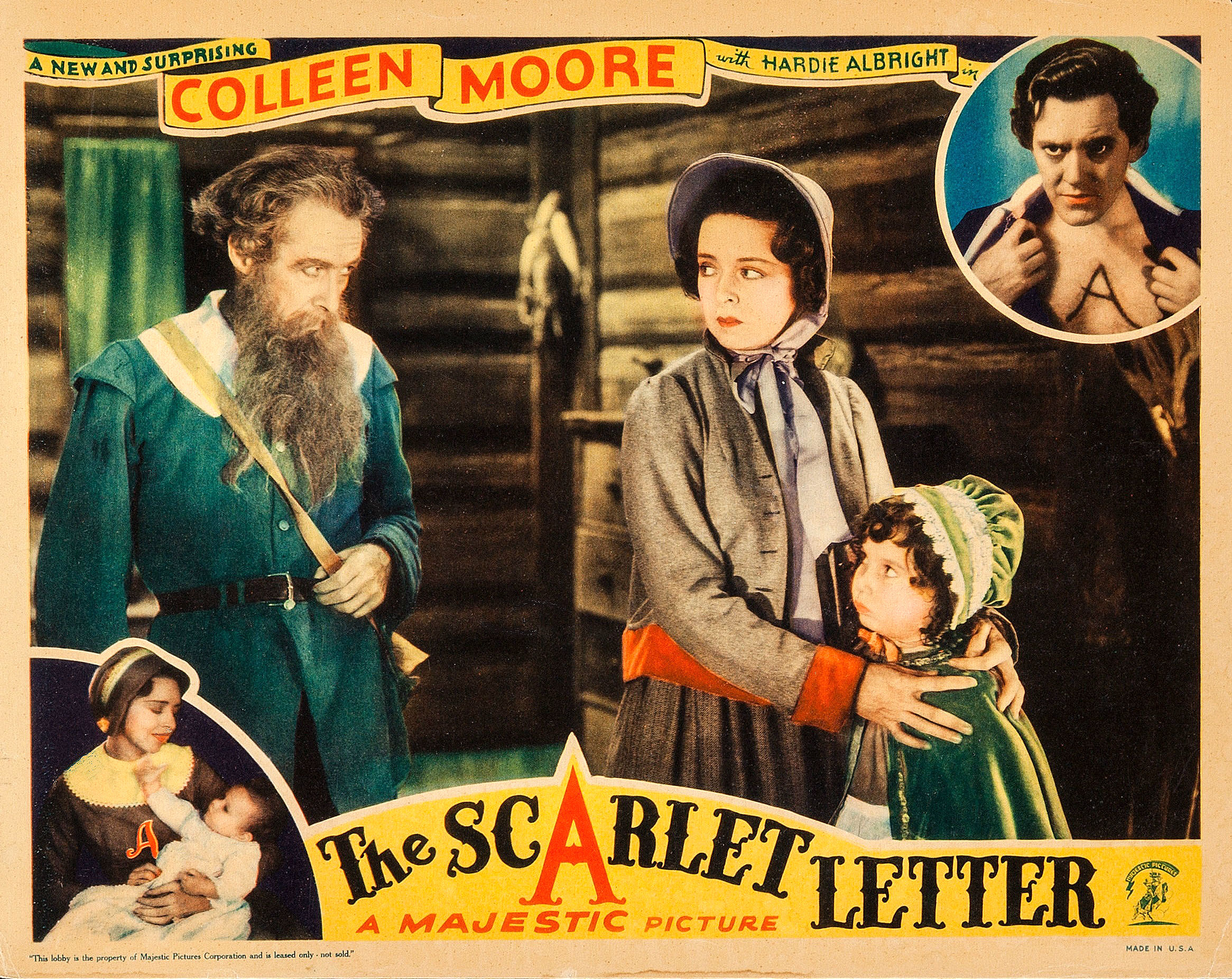
The Scarlet Letter (1934)

- Rory O'More, co-regia di Sidney Olcott – cortometraggio (1911)
- The Message of the Palms – cortometraggio (1913)
- The War Correspondent – cortometraggio (1913)
- Prisoners of War – cortometraggio (1913)
- The Scimitar of the Prophet – cortometraggio (1913)
- The Alien – cortometraggio (1913)
- Man's Greed for Gold – cortometraggio (1913)
- A Victim of Heredity – cortometraggio (1913)
- The Hidden Witness – cortometraggio (1913)
- A Stolen Identity – cortometraggio (1913)
- The Lost Diamond – cortometraggio
- The Smuggler – cortometraggio (1913)
- The Bribe – cortometraggio (1913)
- The Vampire – cortometraggio (1913)
- Primitive Man
- Her Husband's Friend – cortometraggio (1914)
- The Hand Print Mystery – cortometraggio (1914)
- The Shadow – cortometraggio (1914)
- The Cabaret Dancer – cortometraggio (1914)
- The Dance of Death – cortometraggio (1914)
- The Show Girl's Glove – cortometraggio (1914)
- Through the Flames – cortometraggio (1914)
- In Wolf's Clothing – cortometraggio (1914)
- The Vampire's Trail  – cortometraggio (1914)
- The Storm at Sea – cortometraggio (1914)
- The Hand of Fate (1914)
- The Devil's Dansant (1914)
- Into the Depths (1914)
- Barefoot Boy (1914)
- The Dancer (1914)
- Seed and the Harvest (1914)
- The False Guardian (1914)
- The Menace of Fate (1914)
- A Midnight Tragedy (1914)
- The Hazards of Helen (serial, aa.vv.) (1914)
- The Man of Iron (1914)
- Her Bitter Lesson (1914)
- The Mystery of the Yellow Sunbonnet (1914)
- The Hate That Withers (1914)
- The Scorpion's Sting (1915)
- The Stolen Ruby (1915)
- In the Hands of the Jury (1915)
- Barriers Swept Aside (1915)
- The Night Operator at Buxton (1915)
- The Siren's Reign (1915)
- The Haunted House of Wild Isle (1915)
- The Destroyer (1915)
- A Sister's Burden (1915)
- The Haunting Fear (1915)
- Honor Thy Father (1915)
- The Crooked Path (1915)
- Don Cesare di Bazan (Don Caesar de Bazan) (1915)
- The Maker of Dreams (1915)
- The Vanderhoff Affair (1915)
- The Pretenders (1915)
- The Luring Lights (1915)
- The Black Crook (1916)
- The Spider (1916)
- Audrey (1916)
- The Moment Before (1916)
- The Evil Thereof (1916)
- Under Cover
- The Reward of Patience (1916)
- Seventeen
- Great Expectations, co-regia di Paul West (1917)
- The Fortunes of Fifi (1917)
- Her Better Self (1917)
- The Love That Lives (1917)
- Double Crossed (1917)
- The Hungry Heart (1917)
- Madame Jealousy (1918)
- The Knife (1918)
- The Reason Why (1918)
- L'artiglio (The Claw) (1918)
- The Savage Woman, regia di Edmund Mortimer - Vignola non accreditato (1918)
- The Girl Who Came Back (1918)
- Women's Weapons (1918)
- You Never Saw Such a Girl
- The Winning Girl (1919)
- Una moglie per scommessa (Experimental Marriage) (1919)
- The Home Town Girl (1919)
- The Woman Next Door (1919)
- An Innocent Adventuress
- Louisiana (1919)
- The Heart of Youth (1919)
- The Third Kiss
- His Official Fiancée
- More Deadly Than the Male (1919)
- The Thirteenth Commandment  (1920)
- The World and His Wife  (1920)
- The Passionate Pilgrim (1921)
- Straight Is the Way (1921)
- The Woman God Chanted (1921)
- Enchantment  (1921)
- Beauty's Worth (1922)
- La giovane Diana (The Young Diana), co-regia di Albert Capellani (1922)
- Armi ed amori (When Knighthood Was in Flower) (1922)
- Adam and Eva (1923)
- Yolanda (1924)
- Tra moglie e marito (Married Flirts)  (1924)
- Déclassée (1925)
- The Way of a Girl  (1925)
- Quinta Strada (Fifth Avenue) (1926)
- Cabaret di Broadway (Cabaret) (1927)
- Tropic Madness (1928)
- The Red Sword (1929)
- Sogni infranti (Broken Dreams) (1933)
- The Scarlet Letter (1934)
- The Perfect Clue (1935)
- The Girl from Scotland Yard (1937)

### Sceneggiatore (parziale)
- The Vampire, regia di Robert G. Vignola (1913)